# William North

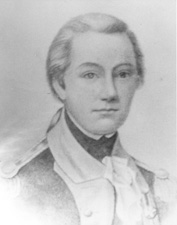
William North

William North (* 1755 in Pemaquid, dem heutigen Bristol, Lincoln County, im späteren Staat Maine; † 3. Januar 1836 in Duanesburg, Schenectady County, New York) war ein US-amerikanischer Politiker. Im Jahr 1798 vertrat er den Bundesstaat New York im US-Senat.

## Werdegang
William North wuchs noch während der britischen Kolonialzeit auf und besuchte die öffentlichen Schulen seiner Heimat. Später zog er mit seiner Mutter nach Boston in Massachusetts. In den 1770er Jahren schloss er sich der Amerikanischen Revolution an. Während des nun folgenden Amerikanischen Unabhängigkeitskriegs diente er in der Kontinentalarmee. Nach dem Krieg ließ er sich in Duanesburg im Staat New York nieder, wo er eine politische Laufbahn begann. In den Jahren 1792, 1794, 1795, 1796 und 1810 saß er in der New York State Assembly, deren Präsident er in den letzten drei dieser Jahre war. Politisch wurde er Mitglied der Ende der 1790er Jahre von Alexander Hamilton gegründeten Föderalistischen Partei.
Nach dem Rücktritt von US-Senator John Sloss Hobart wurde William North zu dessen kommissarischen Nachfolger bestimmt. Dieses Mandat übte er zwischen dem 5. Mai und dem 17. August 1798 aus, ehe der dann bei der Nachwahl gewählte James Watson dieses Mandat übernahm. In den Jahren 1798 bis 1800 war North Adjutant General der United States Army. Das war zu einer Zeit unter Präsident John Adams, in der es beinahe zu einem Krieg mit Frankreich gekommen wäre. Zwischen 1810 und 1816 gehörte North der Erie Canal Commission an. Er starb am 3. Januar 1836.